# هيلغا مولاندر
هيلغا مولاندر (بالألمانية: Helga Molander)‏ هي ممثلة ألمانية، ولدت في 19 مارس 1896 في بولندا، وتوفيت في 1986.

## وصلات خارجية
- هيلغا مولاندر على موقع IMDb (الإنجليزية)
- هيلغا مولاندر على موقع قاعدة بيانات الفيلم (الإنجليزية)